# 2. pěší divize Armády Spojených států amerických

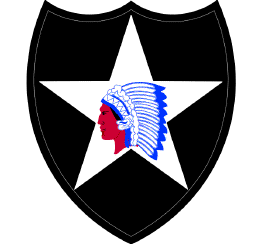
Ramenní nášivka 2. pěší divize

2. pěší divize je pěší divize Americké Armády, nyní působící v Jižní Koreji. Jejím úkolem je zadržet případný útok ze strany Severní Koreje, dokud nedorazí další americké jednotky. Divize má cca 15 tisíc mužů, přičemž zhruba tisíc z nich jsou korejští vojáci, přidělení k divizi v rámci projektu KATUSA (Korean Augmentation To the United States Army – Korejské rozšíření Armády Spojených států). Velká část divize je rozmístěna v Iráku.

## Historie

### První světová válka
Druhá pěší divize byla založena 21. září 1917. Zformována byla ve Francii 26. října téhož roku. Účastnila se bitev o Belleauský les (červen 1918) a o Saint-Mihiel (září 1918).

### Druhá světová válka

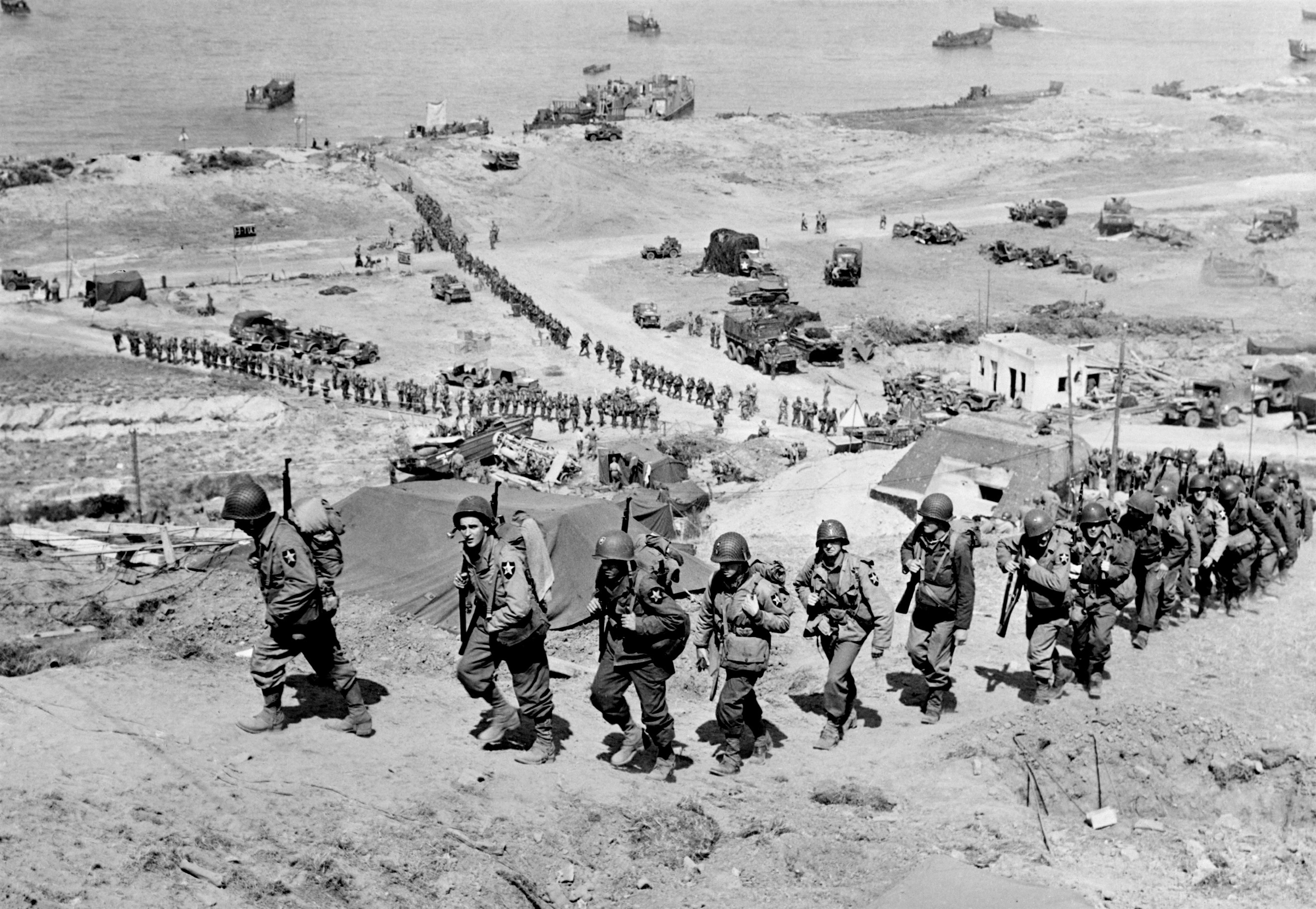
Omaha Beach, Den D + 1, 7. června 1944

V roce 1943 byla divize odeslána do Severního Irska. V červnu roku 1944 se podílela na vylodění v Normandii. Osvobodila město Trévières a účastnila se bitvy o Brest (září 1944). V březnu roku 1945 dorazila k Rýnu, kde chránila remagenský most. 4. května vstoupila na území Československa a o několik dní později osvobodila Plzeň.
Počítalo se i s účastí této divize ve válce v Tichomoří, avšak kapitulace Japonska přišla dříve, než plánovaný přesun.
Od roku 2009 si hokejový klub HC Plzeň zvolil Indiána podobného symbolu 2. pěší divize do svého loga.

### Korejská válka

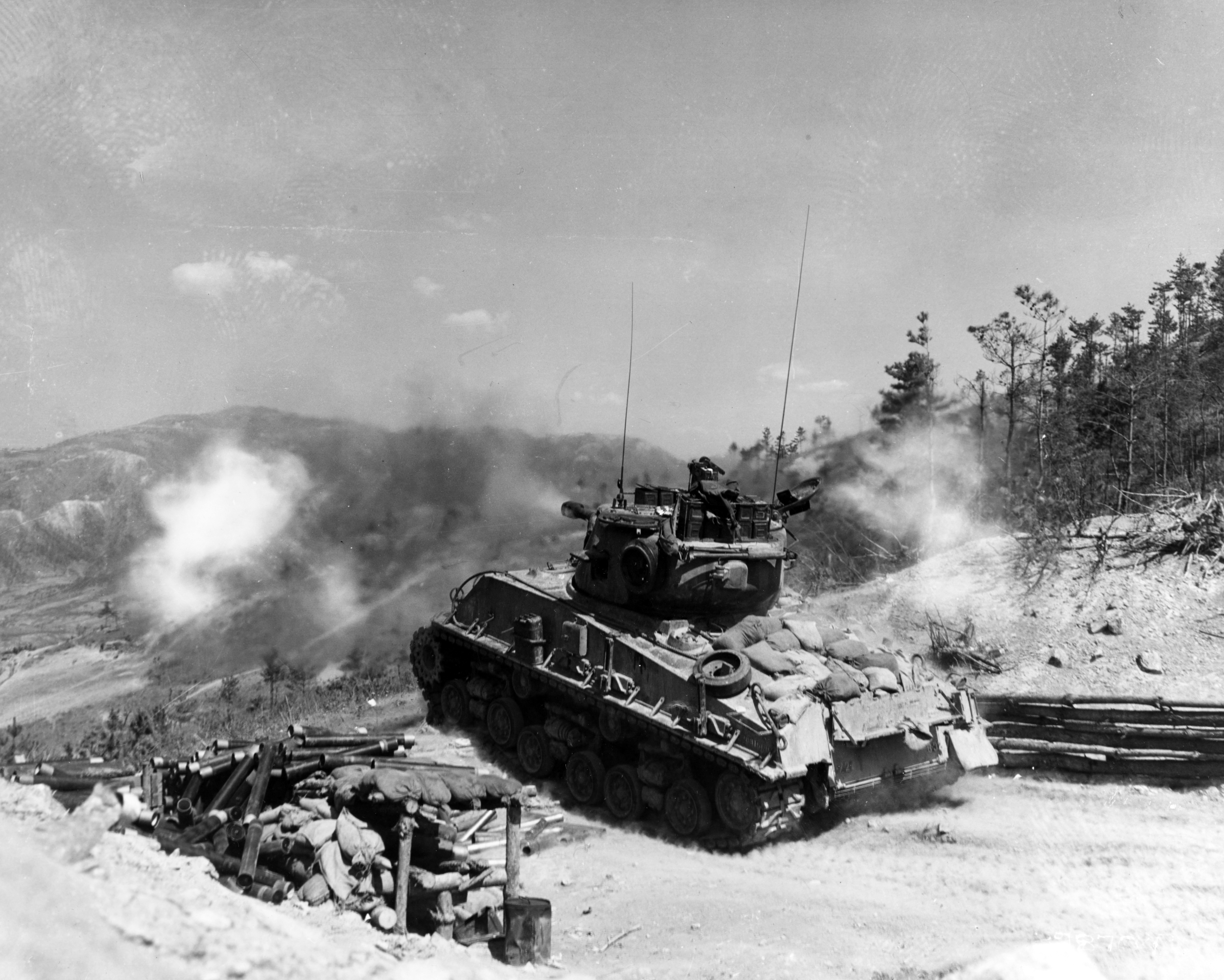
M4 Sherman, tank 2. pěší divize, ostřeluje nepřátelské pozice (1952)

V letech 1950–1954 se divize zúčastnila korejské války. Za odražení komunistické ofenzívy v dubnu a květnu 1951 jí bylo uděleno ocenění Presidential Unit Citation.

### Operace Paul Bunyan

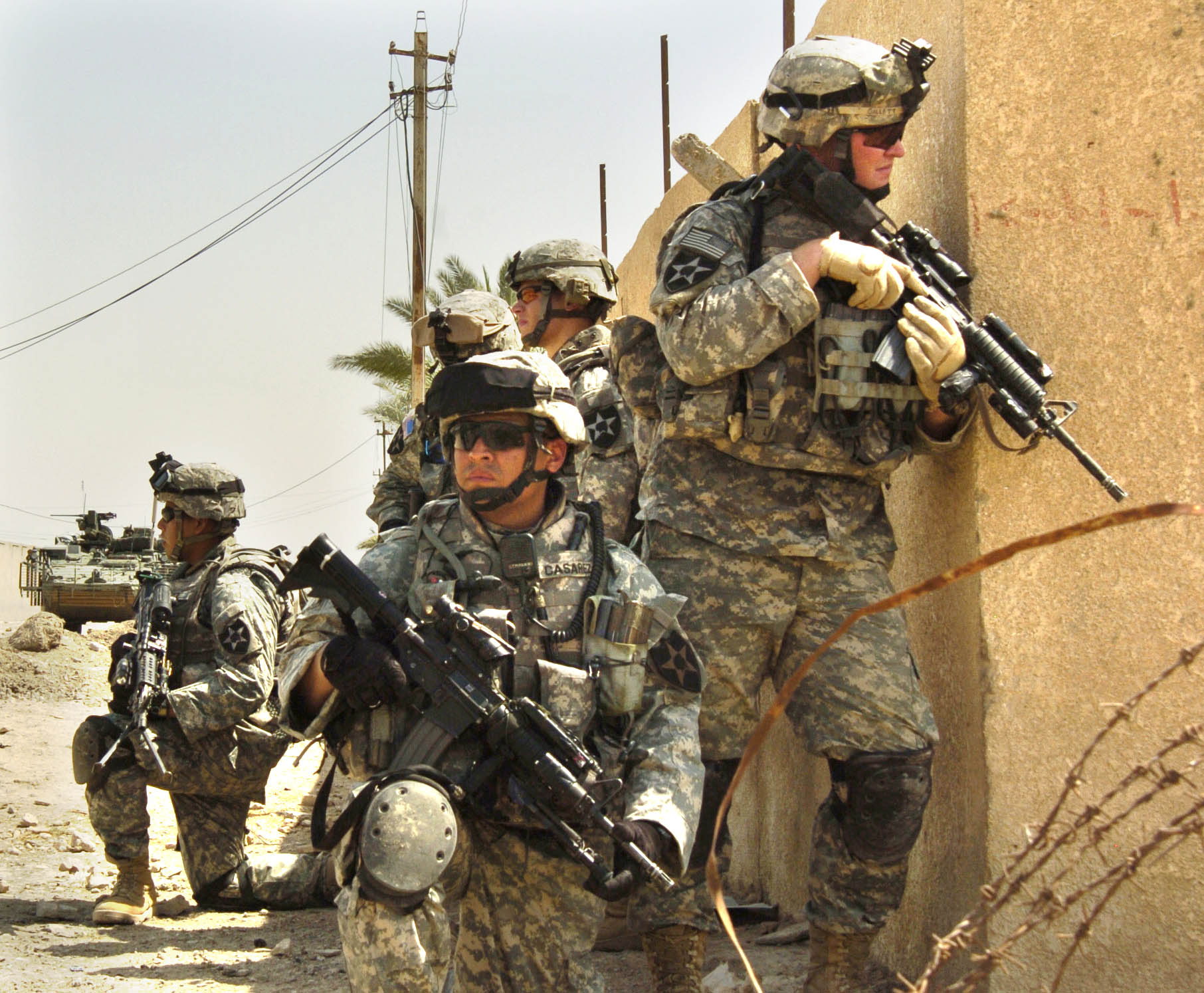
Vojáci 2. pěší v Baghdádu.

Vzhledem ke vzrůstajícímu napětí na Korejském poloostrově se divize v roce 1965 do Jižní Koreje vrátila. 18. srpna 1976 došlo v demilitarizované zóně mezi Severní a Jižní Koreou k tzv. sekerovému incidentu (Axe Murder Incident). Jihokorejští a američtí vojáci, vyslaní prosekat větve topolu bránící pozorovatelně OSN ve výhledu, byli napadeni vojáky Severní Koreje. Dva Američané byli zabiti. V reakci na incident rozhodlo velení OSN provést operaci Paul Bunyan (pojmenovanou podle americké folklorní postavy dřevorubce) – do oblasti bylo vysláno několik set vojáků (včetně mužů z 2. pěší divize) a strom byl osekán až na kmen. Jednalo se o demonstraci síly americké a jihokorejské armády – operaci přihlíželo asi dvě stě severokorejských vojáků, avšak nijak nezasáhli.

### Válka v Iráku
Někteří z mužů 2. pěší divize se v letech 2004–2005 účastnili rovněž války v Iráku, konkrétně v oblastech kolem Fallúdže a Ar-Ramádí.